# 奥克兰理事会
奥克兰理事会是管理新西兰的奥克兰大区的地方政府市议会。该管理机构由一位市长和20位从13个选区所选举的议员组成。同时，议会还包括由21个本地社区的149名成员，以对地方事务作出决策。奥克兰理事会是大洋洲最大的城市管理机构。数据显示，在2016年，奥克兰理事会拥有高达30亿美元的年度预算，290亿美元的差饷缴纳股东权益，和9870名全职工作人员。理事会于2010年11月1日正式开始运营，合并了奥克兰大区之前的区域安理会和七个市及区议会。理事会的成立使其成为一个“超级理事会”，也使奥克兰成为了一座“超级城市”。
奥克兰理事会由若干则新西兰议会及奥克兰市政过渡机构的决议成立，新西兰国家政府也起到了关键作用。理事会成立的方式与结构在其时均受到广泛批评。
2010年举行的首次理事会选举选出了一个中间派偏左的理事会，并由L伦恩·布朗任市长一职。布朗于2013年理事会选举中连任，并取得了理事会中绝大多数的支持。在2016年奥克兰市长选举中，新西兰工党的国会议员菲尔·戈夫取得了压倒性的胜利。

## 前身
奥克兰理事会取代了2010年以前的奥克兰大区区域理事会和该地区的七个城市和区议会：奥克兰市议会，曼努考市议会，怀塔克雷市市议会，北岸市议会，帕帕库拉区区议会，罗德尼区区议会和大部分富兰克林区区议会。
奥克兰大区区域理事会成立于1989年，用以取代奥克兰地区当局。它完成的最主要的工作是拓展了奥克兰地区的公园网络，为奥克兰地区整合了超过40,000公顷的26个地区公园，其中包括许多人工修复的自然栖息地和与新西兰环境保护部及志愿机构合作开发的保护区。同时，许多重点的地区通勤交通工程，如北部巴士快速通道以及铁路和公共交通的投资，都由理事会下辖的奥克兰地区交通管理局实行。这些工程的资金主要来自于奥克兰港的公共财政收入（奥克兰港口局放松了对奥克兰港的管制）。

## 架构

### 市长

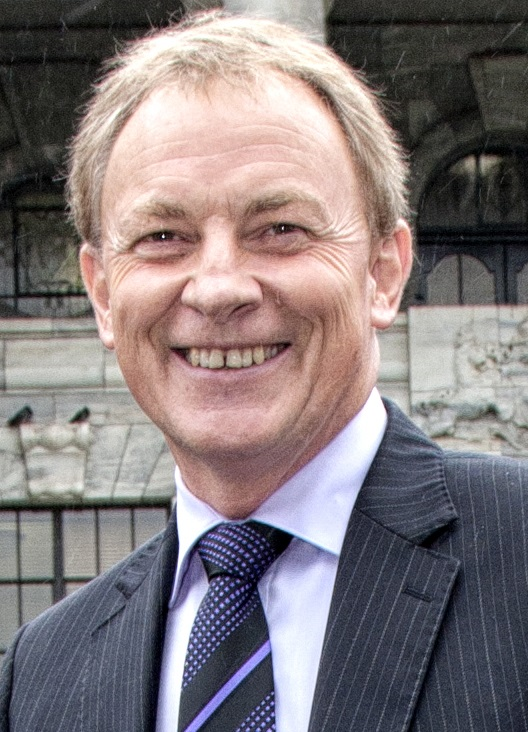
菲尔·戈夫，现任奥克兰市长

奥克兰市长具有很大的行政权力，能够自行选择政府工作人员及任命理事会的主席。一些专栏作家，如约翰·阿姆斯特朗认为奥克兰市长是新西兰全国第二有权的人，仅次于新西兰总理。然而，2011年的橄榄球世界杯大臣莫雷·麦卡利，擅自将橄榄球世界杯的球迷区域设立于奥克兰海滨时，却没有在第一时间通知市长伦恩·布朗，这使阿姆斯特朗的观点宣告破产。
奥克兰市长由居住在奥克兰理事会辖区的居民直接投票选举产生，每三年进行一次选举，通过邮寄选票及先后投票系统运作。伦恩·布朗于2010年当选为奥克兰理事会成立后首任市长，并于2013年连任。菲尔·戈夫于2016年赢得选举，成为新任奥克兰市长。